# Tour de la Comunidad Europea 1987
La 25.ª edición del Tour del Porvenir (nombre oficial en francés: Tour de la Communauté Européenne o en español Tour de la CEE) fue una carrera de ciclismo en ruta por etapas que se celebró entre el 8 y el 20 de septiembre de 1987 con inicio en Roma (Italia) y final en Bruselas (Bélgica). La carrera recorrió un total de 6 países (Italia, Alemania Occidental, Francia, Luxemburgo, Países Bajos y Bélgica) sobre una distancia total de 1714 kilómetros.
La carrera fue ganada por el ciclista francés Marc Madiot del equipo Système U. El podio lo completaron el ciclista Laurent Bezault de la selección nacional de Francia y Piotr Ugrumov de la selección nacional de la Unión Soviética.

## Equipos participantes
Tomaron parte en la carrera 19 equipos de 6 corredores cada uno de los cuales 10 fueron equipos nacionales amateur (incluido un equipo mixto) y 9 equipos profesionales:
| Equipos profesionales (9) - AD Renting-IOC-MBK - Café de Colombia-Varta - Kas-Mavic - Lotto-Emerxil-Eddy Merckx - Reynolds-Seur-TS Batteries - R.M.O.-Méral-Mavic - Système U - Toshiba-Look-La Vie Claire - Z-Peugeot Equipos nacionales amateur (9) - Alemania Occidental - Bélgica - Corea del Sur - Estados Unidos - Francia - Irlanda - Italia - Portugal - Unión Soviética Equipo mixto amateur - Mixto Suiza-Luxemburgo |  |
| |  |

## Etapas
| Etapa      | Fecha     | Recorrido                  | Distancia (km) | Ganador          | Líder       |
| ---------- | --------- | -------------------------- | -------------- | ---------------- | ----------- |
| Prólogo    | 8 de sep  | Roma – Roma                | 6,7            | Système U        | Éric Boyer  |
| 1.ª etapa  | 9 de sep  | Roma – Perugia             | 171            | Joël Pélier      | Joël Pélier |
| 2.ª etapa  | 10 de sep | Perugia – Firenze          | 168            | Dario Rando      | Joël Pélier |
| 3.ª etapa  | 11 de sep | Verona – Trento            | 175            | Marc Madiot      | Marc Madiot |
| 4.ª etapa  | 12 de sep | Trento – Val Gardena       | 138            | Abelardo Rondón  | Marc Madiot |
| 5.ª etapa  | 14 de sep | Ingolstadt – Augsburgo     | 146            | Kari Myyryläinen | Marc Madiot |
| 6.ª etapa  | 15 de sep | Sindelfingen – Estrasburgo | 148            | Dmitri Konyshev  | Marc Madiot |
| 7.ª etapa  | 16 de sep | Landersheim – Sarreburgo   | 51,5           | Laurent Bezault  | Marc Madiot |
| 8.ª etapa  | 17 de sep | Sarreburgo – Luxemburgo    | 195            | Éric Boyer       | Marc Madiot |
| 9.ª etapa  | 18 de sep | Luxemburgo – Aquisgrán     | 191            | Philippe Casado  | Marc Madiot |
| 10.ª etapa | 19 de sep | Aquisgrán – Eindhoven      | 143,5          | Loïc Le Flohic   | Marc Madiot |
| 11.ª etapa | 20 de sep | Eindhoven – Bruselas       | 193,5          | Stéphane Guay    | Marc Madiot |

## Clasificaciones finales
Las clasificaciones finalizaron de la siguiente forma:

### Clasificación general
| Clasificación general |                    |                            |                  |
| Ciclista              | Ciclista           | Equipo                     | Tiempo           |
| --------------------- | ------------------ | -------------------------- | ---------------- |
| 1.º                   | Marc Madiot        | Système U                  | 42 h 26 min 36 s |
| 2.º                   | Laurent Bezault    | Francia                    | + 1 min 35 s     |
| 3.º                   | Piotr Ugrumov      | Unión Soviética            | + 2 min 25 s     |
| 4.º                   | Yves Bonnamour     | Francia                    | + 4 min 22 s     |
| 5.º                   | Jérôme Simon       | Z-Peugeot                  | + 4 min 51 s     |
| 6.º                   | Éric Boyer         | Système U                  | + 5 min 32 s     |
| 7.º                   | Thedy Rinderknecht | Mixto Suiza-Luxemburgo     | + 6 min 08 s     |
| 8.º                   | Kim Andersen       | Toshiba-Look-La Vie Claire | + 6 min 35 s     |
| 9.º                   | Mauro Ribeiro      | R.M.O.-Méral-Mavic         | + 7 min 06 s     |
| 10.º                  | Bruno Huger        | R.M.O.-Méral-Mavic         | + 7 min 18 s     |

### Clasificación por puntos
| Clasificación por puntos |                 |                            |        |
| Ciclista                 | Ciclista        | Equipo                     | Puntos |
| ------------------------ | --------------- | -------------------------- | ------ |
| 1.º                      | Dmitri Konyshev | Unión Soviética            |        |
| 2.º                      | Stéphane Guay   | Reynolds-Seur-TS Batteries |        |
| 3.º                      | Américo Silva   | Portugal                   |        |

### Clasificación de la montaña
- FALTA 1987

| Clasificación de la montaña |                 |                        |        |
| Ciclista                    | Ciclista        | Equipo                 | Puntos |
| --------------------------- | --------------- | ---------------------- | ------ |
| 1.º                         | Henry Cárdenas  | Café de Colombia-Varta |        |
| 2.º                         | Yves Bonnamour  | Francia                |        |
| 3.º                         | William Palacio | Café de Colombia-Varta |        |

### Clasificación por equipos
| Clasificación por equipos |                        |        |
| Equipo                    | Equipo                 | Tiempo |
| ------------------------- | ---------------------- | ------ |
| 1.º                       | Francia                |        |
| 2.º                       | Café de Colombia-Varta |        |
| 3.º                       | Système U              |        |